# Eduard von Böhm-Ermolli
Eduard von Böhm-Ermolli báró (Eduard Freiherr von Böhm-Ermolli) (Ancona, 1856. február 12. – Troppau, Szilézia, Cseh–Morva Protektorátus, (ma: Opava, Csehország), 1941. december 9.); szudétanémet származású osztrák katonatiszt, császári és királyi tábornagy, a cs. és kir. 2. hadsereg parancsnoka, az első világháború sikeres hadvezére.

## Élete

### Származása, szülei
Eduard Böhm 1856. február 12-én született Anconában. A város ebben az időben még a Pápai államhoz tartozott. Édesapja, Georg Böhm császári-királyi őrmester (1813–1893) fiatal altisztként az 1849-es novarai csatában tanúsított bátorságáért tiszti rangot kapott. Nyugalomba vonulásakor 1877-ben császári és királyi őrnaggyá léptettek elő, majd 1885. szeptember 14-én örökletes nemesi rangra emelték. Az apa továbbá 1884. június 24-én megkapta az engedélyt, hogy saját családnevéhez hozzáilleszthesse feleségének, Maria Josepha Ermollinak († 1906) leánykori nevét. Ettől fogva a család tagjai a von Böhm-Ermolli nevet viselték. A család a Szudétavidéken, Troppau város kis helyőrségében élt.

### Tanulmányai
A Sankt Pölten-i hadapródiskola (Kadetteninstitut) elvégzése után Eduard Böhm-Ermolli 1870–75 között elvégezte a bécsújhelyi Mária Terézia Katonai Akadémiát (Theresianische Militärakademie) és 1875. szeptember 1-jén hadnagyként szolgálatba lépett a welsi 4. dragonyos ezredben (DR 4), amely Albert főherceg nevét viselte („Erzherzog Albrecht”). 1875–76 az ennsi dandár tiszti továbbképző iskolájára járt (Brigadeschule).
Két évvel később a bécsi Hadiakadémiára (Kriegsakademie) irányították, ahol 1878–80 között vezérkari tiszti tanulmányokat folytatott. Ennek sikeres elvégzése után 1880. május 1-jén főhadnagyi rendfokozatban, törzstisztként került a lembergi 21. gyalogos dandárhoz. Szolgálati lapja szerint német anyanyelve mellett jól beszélt olaszul, franciául és angolul, valamint a szolgálat ellátásához elégséges mértékben lengyelül is.

### Katonai pályafutása a világháborúig
1880 és 1889 között vezérkari tisztként különféle csapattesteknél szolgált, főleg Galíciában. Ezalatt kapta századosi rangját 1884. május 1-jén (Hauptmann 1. Klasse). 1889-től a 13. ulánus ezredhez (UR 13) helyezték. Kétévi szolgálat után, 1891. május 1-jén őrnaggyá léptették elő, és a lovassági főfelügyelő tábornok kabinetjében kapott beosztást. 1894. május 1-jén alezredessé léptették elő. 1895-től ismét visszahelyezték a 13. ulánus ezredhez. 1897. április 24-én ezredessé léptették elő, májusban kinevezték a 3. ulánus ezred parancsnokának.
1901 áprilisában kinevezték a 16. lovasdandár parancsnokának. 1903. május 1-jén vezérőrnaggyá léptették elő. 1905 novemberében kinevezték a krakkói 7. lovashadosztály parancsnokának. 1907. november 1-jén altábornaggyá (Feldmarschalleutnant) léptették elő. 1909 áprilisában a 12. gyalogos hadosztály parancsnokává, majd 1911 novemberében a krakkói I. hadtest parancsnokává nevezték ki. 1912. május 1-jén lovassági tábornokká léptették elő. Közben 1912. december 25-én császári és királyi titkos tanácsosi címet kapott.

### Az első világháborúban
A világháború kitörésekor, 1914 júliusában Böhm-Ermolli lovassági tábornokot kinevezték az osztrák–magyar 2. hadsereg vezénylő tábornokává. Ezt a hadsereget vezette csaknem a háború végéig, időnként a németek alárendeltségében. Ez volt a világháború egyik leghosszabb, megszakítás nélküli parancsnoki megbízatása. A későbbi hadműveletek során megbízták a Böhm-Ermolli hadseregcsoport (Heeresgruppe) parancsnokságával is, de a 2. hadsereg parancsnokságát mindvégig megtartotta.
1916. május 1-jén vezérezredessé léptették elő. 1917-ben örökletes bárói (Freiherr) rangra emelték, és a Parlament felsőházának tagjává választották. Eduard von Böhm-Ermolli, az osztrák–magyar haderő egyik legtehetségesebb tábornoka pályafutása során (sok más honi és külföldi kitüntetése és érdemrendje között) megkapta a Katonai Mária Terézia-rend parancsnoki keresztjét, a magyar Szent István-rend nagykeresztjét és a Katonai Érdemérmet (Pour le Mérite) a tölgyfalevelekkel.
1918. január 31-én császári és királyi tábornaggyá (Feldmarschall) léptették elő.
Utolsó főparancsnoki megbízatása Ukrajna elfoglalása volt 1918-ban, az orosz hadsereg teljes összeomlását követően. A sikeres hadművelet után hadseregcsoportját Odesszában feloszlatták. 1918 végén, a Monarchia összeomlása után nyugállományba küldték.

### A Csehszlovák Köztársaság polgára
1918 novemberében Böhm-Ermolli tábornagy visszavonult családi birtokára, a sziléziai Troppauba (cseh nevén: Opava), amely az újonnan létrejött Csehszlovák Köztársaság területén feküdt. Az osztrák köztársasági kormánytól nem kapott nyugdíjat, mivel csehországi illetőségűnek minősítették. A csehszlovák kormány nyugdíjat folyósított számára, és kinevezte tartalékos tábornoknak. Később hadseregtábornoki (a tábornagynak megfelelő) rendfokozatba léptették elő, bár a csehszlovák hadseregben sohasem teljesített aktív katonai szolgálatot.

### Utolsó évei
1938-ban a müncheni egyezmény értelmében a náci Németország bekebelezte a Csehszlovákiához csatolt Szudétavidéket. Böhm-Ermolli nyugállományú császári és királyi tábornagy egyszeriben a Német Birodalom polgárává vált.
1940 októberében a hírneves I. világháborús veterán katonát a német kormány címzetes vezértábornagyi (Generalfeldmarschall im Charakter) címmel tüntette ki, és kinevezte a Troppauban állomásozó 28. (német) gyalogezred tiszteletbeli parancsnokává. Böhm-Ermolli tábornagy 1941. december 9-én hunyt el, 85 éves korában, otthonában. Bécsben teljes állami és katonai díszszertartással búcsúztatták, amelyen a német haderő képviseletében Keitel vezértábornagy, a Wehrmacht főparancsnokságának (OKW)  főnöke is megjelent. A troppaui temetőben helyezték örök nyugalomra, sírja ma is ott található.